# Marouane Meftah
Marouane Meftah (2004) is een Nederlandse acteur, bekend van zijn rol als Zakaria "Komtgoed" Fallouny in de Videoland-serie Mocro Maffia.

## Carrière
Meftah maakte in maart 2020 zijn debuut als televisieacteur in de Videoland-serie Mocro Maffia als het personage Zakaria "Komtgoed" Fallouny. Aan de start van het derde seizoen in 2021 kreeg Meftah zijn eigen spin-off miniserie onder de naam Mocro Maffia: Komtgoed, hierin werd zijn personage verder uitgewerkt. Meftah werd na de spin-off als een van de hoofdrollen toegevoegd aan Mocro Maffia en was hier tot en met het einde van de serie, in november 2024, te zien.
In het najaar van 2021 maakte Meftah zijn debuut als filmacteur in de bioscoopfilm Captain Nova. In de jaren die volgde speelde hij mee in verschillende films, waaronder in De Tatta's in 2022 en Game On en Ferry 2 beide in 2024.

## Filmografie

### Film
- 2021: Captain Nova, als Nasrdin 'Nas' El Dawey
- 2022: De Tatta's, als Appie
- 2024: Triq Salama, als Amir
- 2024: Game On, als Issam
- 2024: Ferry 2, als Steve

### Televisie

#### Als acteur
- 2020-2024: Mocro Maffia, als Zakaria 'Komtgoed' Fallouny
- 2021: Mocro Maffia: Komtgoed, als Zakaria 'Komtgoed' Fallouny
- 2021: Zina
- 2022: De regels van Floor, als pizzabezorger

#### Overig
- 2022: LEGO Masters kerstspecial, samen met Carré Albers